# Edea Demaliaj
Edea Demaliaj, född 1998 i Albanien, är en albansk sångerska som 2015 stod som segrare i X Factor Albanias fjärde säsong. Hon vann finalen över Genti Deda.
2008 ställde hon som tioåring upp i Albaniens nationella musikfestival för barn (likt Festivali i Këngës), Festivali i 46-të në Shkodra. Hon deltog med låten "Jam i lashtë e jam Shqiptare" men hon vann inte tävlingen som vanns av Enxhi Nasufi. 
2015 var hon på audition till X Factor Albanias fjärde säsong som skulle börja i januari. Hon gick därifrån vidare till de direktsända programmen. Hon hade Miriam Cani som coach. Hon lyckades ta sig till finalen den 1 juni där hon ställdes mot Genti Deda från Lezha. Finalen lyckades hon vinna och därmed bli den fjärde segraren av programserien.
Demaliaj skulle i december 2015 debutera i Festivali i Këngës 54, Albaniens uttagning till Eurovision Song Contest 2016 i Stockholm, med låten "Era" (betyder på svenska Vinden). Av okänd anledning drog hon sig ur tävlingen veckor innan semifinalen och ersattes av Orgesa Zaimi. Hon debuterade istället året därpå i Festivali i Këngës 55 med låten "Besoj në ëndrra" som hon själv skrivit texten till. Med låten tog hon sig till finalen där hon slutade på 9:e plats efter att ha tilldelats 23 poäng.

## Privatliv
Edea Demaliaj är dotter till sångaren och låtskrivaren Gent Demaliaj (1975–2015), som dog i januari 2015. Han var med i det på 1990-talet populära bandet Djemte e detit. Innan han avled 2015 hade han lidit av längre tids sjukdom. Han utsågs postumt till hedersmedborgare i sin hemstad Lezha. Han hade bland annat deltagit i Festivali i Këngës, en av Albaniens största musiktävlingar.

### Fotnoter
1. ↑  ”Edea Demaliaj fituesja e 'X Factor Albania', në faqen zyrtare plasin 'revoltat': "Show i korruptuar, e meritonte Genti"” (på albanska). Panorama. 2 juni 2015. http://www.panorama.com.al/edea-demaliaj-fituesja-e-x-factor-albania-ne-faqen-zyrtare-plasin-revoltat-show-i-korruptuar-e-meritonte-genti/.
2. ↑  Brey, Marco (16 oktober 2015). ”Albania: National final entries presented” (på engelska). Eurovision.tv. http://www.eurovision.tv/page/news?id=albania_national_final_entries_presented.
3. ↑  Lako, Niko (30 november 2015). ”Fest 54 - Pse u tërhoq Edea Demaliaj nga gara?!” (på albanska). Imalbania. http://www.imalbania.com/fest-54-pse-pse-u-terhoq-edea-demaliaj-nga-gara/.
4. ↑  ”Sonte nis Festivali i 55-të i Këngës në RTSH” (på albanska). Telegrafi. 21 december 2016. http://telegrafi.com/sonte-nis-festivali-55-te-kenges-ne-rtsh/.
5. ↑  ”Gent Demaliaj Biografia” (på albanska). Teksteshqip. http://www.teksteshqip.com/gent-demaliaj/biografia.
6. 1 2  ”Gentian Demaliaj, një Det mirënjohjeje nga qytetarët e Lezhës” (på albanska). Koha Jone. 19 juni 2015. Arkiverad från originalet den 21 oktober 2015. https://archive.is/20151021055806/http://kohajone.com/index.php/kultura/gentian-demaliaj-nje-det-mirenjohjeje-nga-qytetaret-e-lezhes.